# ایرج عبدی
ایرج عبدی (متولد ۱۳۵۱) نمایندهٔ دورهٔ نهم مجلس شورای اسلامی از حوزهٔ انتخابیهٔ خرم‌آباد و دوره در استان لرستان و سخنگوی کمیسیون اجتماعی مجلس شورای اسلامی بود.
او در انتخابات مجلس دهم نیز شرکت کرد، اما با ۱۸۰۰۹ رأی از رقبای خود شکست خورد. او مدتی عضو هیئت مدیره شرکت سرمایه گذاری بیمه سلامت و مشاور زنگنه وزیرنفت درسازمان بهداشت ودرمان وزارت نفت بود.وی اکنون ریاست مجتمع دارویی درمانی جمعیت هلال احمرکشور را برعهده دارد.